# 第22機械化旅 (烏克蘭)
第22機械化旅是乌克兰陆军部队，源自苏联红军和苏联陆军第66近卫步兵师。该部队于2000年首次组建，2003年解散。2023年俄罗斯入侵乌克兰战争期间再次组建，隶属于西方作战指挥部，2024年8月参与了乌克兰对俄罗斯库尔斯克州的军事行动。